# عام الرمادة
عام الرمادة تسمية لسنة قحط وجدب وجوع أصابت المدينة المنورة وما حولها زمن خلافة عمر بن الخطاب، تؤرخ هذه الفترة برجوع النّاس من الحج سنة 18هـ وحتى تسعة أشهر، فيه صارت الأرض كلّها سوداء، فشبّهت بالرماد، وفي ذلك تعليل التسمية بعام الرمادة.

## سبب التسمية
رد الحافظ ابن كثير وغيره تلك التسمية لأسباب:
1. اسوداد الأرض من قلة المطر حتى عاد لونها شبيهاً بالرماد.
2. لأن الريح كانت تسفي تراباً كالرماد.
3. لأن ألوان الناس أضحت مثل الرماد.
4. قله الأمطار لعام كامل.

وقد يكون العام سُمِّي بهذا الاسم لتلك الأسباب المجتمعة.

## حال الناس
أخرج الطبري من خبر عبد الرحمن بن كعب بن مالك قال: «كانت الرمادة جوعاً شديداً أصاب الناس بالمدينة وما حولها، حتى جعلت الوحوش تأوي إلى الإنس، وحتى جعل الرجل يذبح الشاة فيعافها من قبحها، وإنه لمقفر»
وقال الحافظ ابن كثير: «وقد روينا أن عمر عسَّ المدينة ذات ليلة عام الرمادة، فلم يجد أحداً يضحك، ولا يتحدث الناس في منازلهم على العادة، ولم ير سائلاً يسأل، فسأل عن سبب ذلك، فقيل له: يا أمير المؤمنين، إن السؤَّال سألوا فلم يعطوا، فقطعوا السؤال، والناس في هم وضيق فهم لا يتحدثون ولا يضحكون».
أيضاً احتشد الناس من خارج المدينة وقدموا إليها يطلبون العون حتى قيل أنه خيم في أطراف المدينة حوالي ستون ألفاً من العرب لا يجدون إلا ما يقدم لهم من بيت المال أو من أهل المدينة المنورة. وذكر أن عمراً كان يولم لهم كل ليلة حتى حضر في وليمة واحدة أكثر من عشرة آلاف.

## تدبيرات خليفة المسلمين تجاه الأزمة
لجأ الناس إلى أمير المؤمنين فانفق فيهم من حواصل بيت المال مما فيه من الأطعمة والأموال حتى أنفذه.
ألزم عمر نفسه أن لا يأكل سمنا ولا سمينا حتى يكشف ما بالناس. فكان في زمن الخصب يبث له الخبز باللبن والسمن ثم كان عام الرمادة يبث له بالزيت والخل، وكان يستمرئ الزيت ولايشبع مع ذلك فاسود لون عمر وتغير جسمه حتى كاد يخشى عليه من الضعف.
كذلك أكثر عمر بن الخطاب من التضرع والابتهال كما خرج لصلاة الاستسقاء
وذكر ابن كثير في التاريخ «أنه في عام الرمادة والجوع والفقر يحاصر المسلمين فكتب أمير المؤمنين عمر ابن الخطاب إلى عمرو ابن العاص في مصر» واغوثاه..واغوثاه.. واغوثاه «فقال عمرو بن العاص والله لأرسلن له قافله من الأرزاق أولها في المدينة واخرها عندي في مصر»
بعد أن استنفذ بيت المال ولم تنته الأزمة كاتب عمر الأمصار طالباً العون فجاءه المدد من أبي عبيدة عامر بن الجراح ومن أبي موسى الأشعري فأرسل إليه عمرو بن العاص بألف بعير تحمل الدقيق، وبعث في البحر بعشرين سفينة تحمل الدهن، وبعث إليه بخمسةِ آلاف كِساء، وأرسل إلى سعد بن أبي وقاص فأرسل له بثلاثةِ آلاف بعير تحمل الدقيق، وبعث إليه بثلاثةِ ألاف عباءة، وأرسل إلى والي الشام فبعث إليه بألفي بعير تحمل الزاد، ونحوُ ذلك مما حصل من مواساة المسلمين لبعضهم
واستمر هذا الحال في الناس تسعة أشهر ثم تحول إلى الخصب والدعة وانتشر الناس عن المدينة إلى أماكنهم.
يذكر أنه في نفس العام انتشر طاعون عمواس في الشام والعراق.